# Sacro Cuore del Suffragio
Sacro Cuore di Gesù in Prati ou Igreja do Sagrado Coração de Jesus em Prati, chamada também de Sacro Cuore del Suffragio, é uma igreja de Roma, Itália, localizada no rione Prati, no Lugotevere Prati. É dedicada ao Sagrado Coração de Jesus e sede da paróquia homônima. É oficiada atualmente pelos Missionários do Sagrado Coração.
Projetada pelo engenheiro Giuseppe Gualandi, esta igreja é conhecida como "pequeno Duomo de Milão" por causa de seu rico estilo neogótico.

## História
Em 1893, o missionário do Sagrado Coração Victor Jouët, nascido em Marselha, fundou em Roma a "Associação do Sagrado Coração pelo Sufrágio das Almas do Purgatório" (em italiano:  Associazione del Sacro Cuore del Suffragio delle Anime del Purgatorio), cujo objetivo era disseminar a devoção ao Sagrado Coração e à Virgem Maria. O primeiro oratório utilizado pela associação ficava na via dei Cosmati e um segundo, utilizado entre 1896 e 1914, ficava no Lungotevere Prati, num terreno que o fundador da ordem havia comprado justamente para poder construir uma igreja maior, cuja pedra fundamental foi abençoada em 1894 por Joseph-Jean-Louis Robert, bispo de Marselha.
A construção da nova igreja começou em 1908 e o projeto foi encomendado ao engenheiro Giuseppe Gualandi, que escolheu um estilo inspirado na arquitetura gótica francesa. Em 1914, a associação se mudou para a igreja de San Giuseppe Calasanzio in Via Cavallini, pois sua antiga capela foi demolida para permitir o término da construção da nova igreja; o edifício, completado em 1917, foi abençoado e inaugurado em 1 de novembro do mesmo ano. A paróquia foi fundada em 10 de dezembro. Em 17 de maio de 1921, a igreja foi consagrada por Pietro Benedetti, arcebispo de Tiro, seu primeiro vigário.
O papa São João Paulo II visitou esta igreja em 1 de fevereiro de 1998.

## Descrição

### Fachada

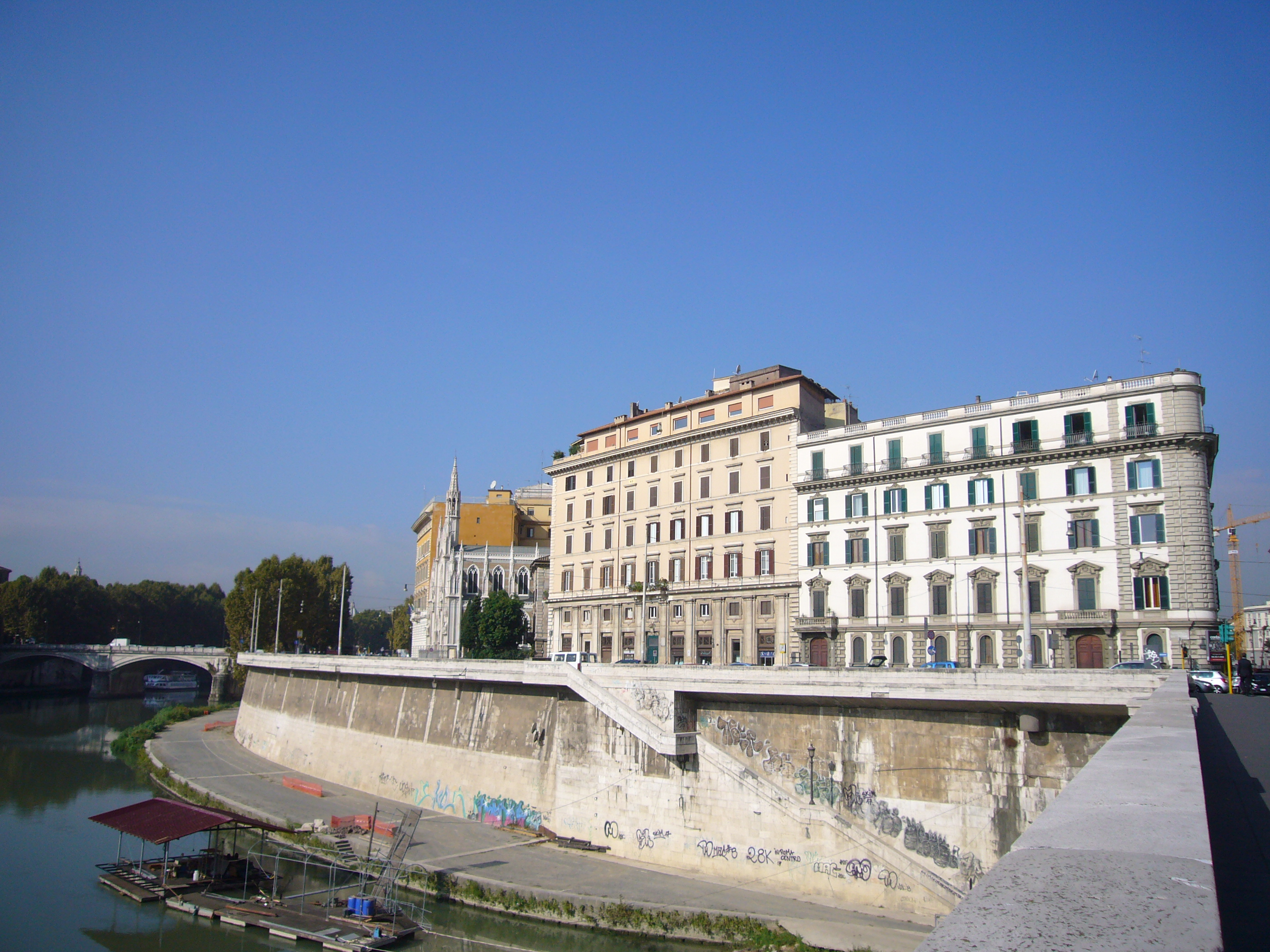
Vista lateral da igreja às margens do Tibre a partir da Ponte Cavour.

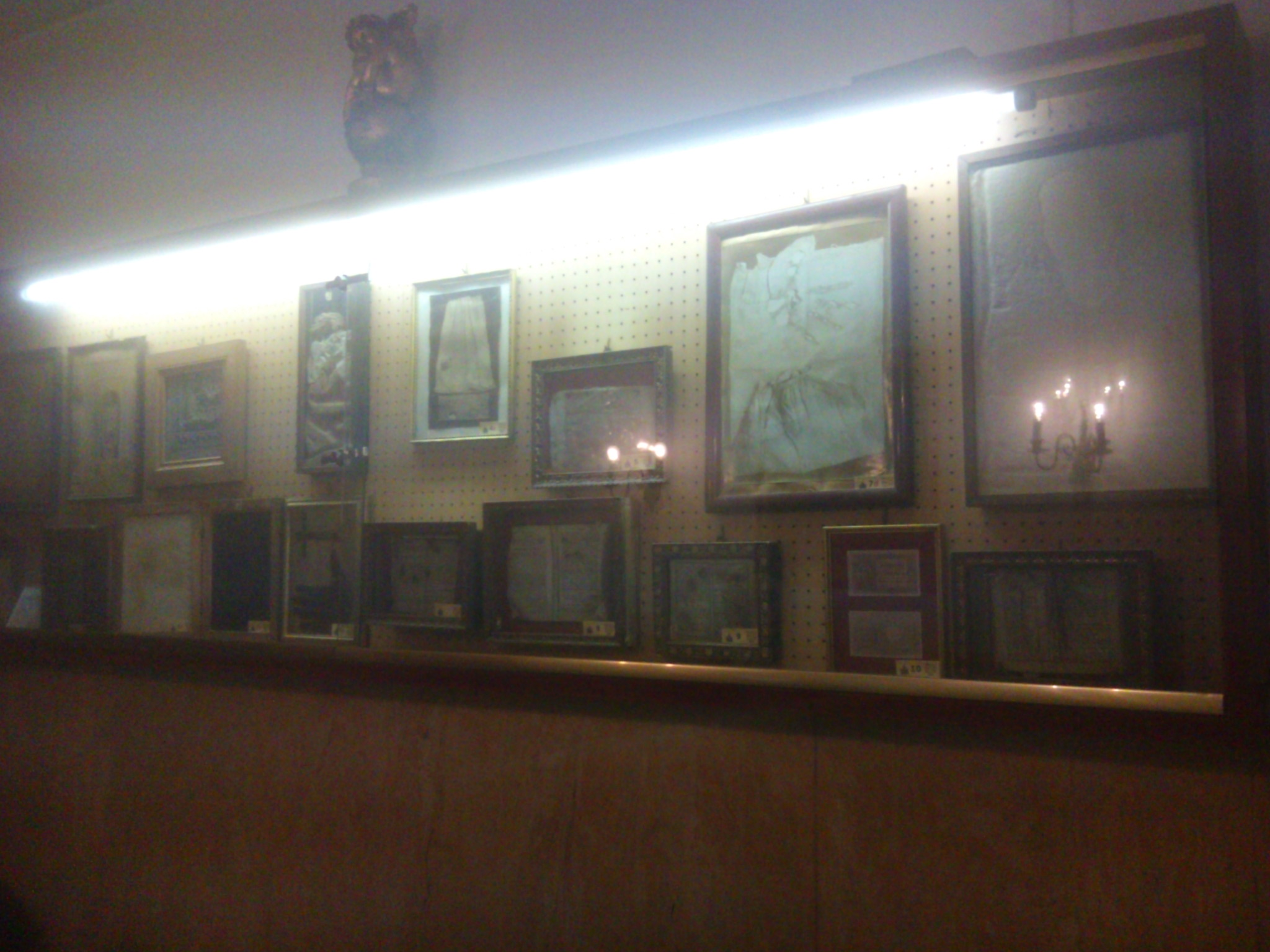
O lúgubre Museo delle anime del Purgatorio, na sacristia da igreja, que abriga evidências de interações de almas do Purgatório no mundo material.

Sacro Cuore di Gesù in Prati está de frente para o Lungotevere Prati, entre a via Ulpiano e a via Paolo Mercuri, perto do Palazzo di Giustizia. A fachada, inteiramente construída em concreto armado, revela a subdivisão interna em três naves graças a seis pilars quadrangulares, cada um deles encimado por uma espira. Na ordem inferior estão três portais de entrada, cujos recessos estão decorados por colunetas de mármore vermelho de Verona; cada portal está encimado por um gablete com tracerias e decorado com uma luneta esculpida em baixo-relevo: na central, "Almas no Purgatório", na da direita, "Deposição de Cristo" e, na da esquerda, "Ressurreição de Cristo". O gablete central também ostenta um alto-relevo do "Sagrado Coração de Jesus entre dois Anjos". Correspondendo à cada uma das duas naves laterais há uma janela trifólia ao passo que, à nave central corresponde uma grande janela incluindo uma rosácea ricamente entalhada. A fachada está coroada por uma esguia torre sineira octogonal que, por sua vez, está encimada por uma cruz que abriga um ex-voto em forma de coração doado pelo próprio Victor Jouët.
As decorações da fachada, antigamente feitas com pedra artificial, foram substituídas a partir de 1960 por estátuas de pedra de São Gotardo, idênticas às originais. Entre elas estão elementos arquiteturais de inspiração gótica e dezenove estátuas de santos escolhidos pessoalmente pelo papa Pio X; as estátuas estão abrigadas em nichos acima dos arcos da nave central (a partir da esquerda, "Santo Agostinho", "São Pedro", "São José", "Nossa Senhora do Sagrado Coração", "São João Evangelista", "São Paulo Apóstolo", e "são Odão de Clúnia"), da nave da direita (a partir da esquerda, "São Vítor", "São Francisco de Assis", "São Nicolau de Tolentino"), da nave da esquerda (a partir da esquerda, "São Francisco Xavier", "São Domingos de Gusmão", e "São Miguel Arcanjo") e perto dos seis pilares, em suportes (a partir da esquerda, "São Bernardo de Claraval", "São Gregório Magno", "Santa Margarida Maria Alacoque", "Santa Catarina de Gênova", "Santo Antônio de Pádua", "São Patrício").

### Interior
O interior da igreja, ligeiramente inclinado em relação ao eixo da fachada tem três naves com seis tramos cada, cobertos por abóbadas de aresta e divididos por arcos quebrados suportados por pilares de estilos variados encimados por capiteis esculpidos; os pilares e as nervuras das abóbadas são decoradas por pedras cinzas e tijolos vermelhos intercalados enquanto que o piso revela incrustações de mármore vermelho de Verona. O recinto é iluminado pelas três janelas da fachada e também por dezoito janelas bifólias decoradas com vitrais de santos.
O primeiro altar à direita é dedicado a São Miguel Arcanjo e a peça-de-altar é de Alessandro Catani; a predela mostra sete anjos músicos pintados pelas filhas do artista. O altar seguinte é dedicado a Santa Margarida Maria Alacoque e ostenta um tríptico de Giovan Battista Conti, "Visão do Sagrado Coração de Jesus por Margarida Maria Alacoque" (1923), e, na predela estão, a partir da esquerda, "Santa Joana de Chantal", "Santa Margarida rodeada por almas do Purgatório", "Santa Margarida ensina às noviças a devoção ao Sagrado Coração de Jesus" e "São Francisco de Sales".
O primeiro altar da esquerda é dedicado a Santo Antônio de Pádua: a peça-de-altar, de Giuseppe Burgo, é "Santo Antônio como o santo da caridade". Ela está sobre uma predela que mostra, da esquerda para a direita, "São Jerônimo Emiliano", "São Vicente de Paula", "São Camilo de Lélis", "Jesus Salvador partindo o pão", "Beata Ana Maria Taigi", "Santa Isabel da Hungria", e "Santa Luísa de Marillac". O altar seguinte é dedicado a São Gregório Magno e sua peça-de-altar é dedicado à lenda do monge Justo: "São Gregório Magno celebra a missa pela alma do monge Justo" e, acima desta, "Espírito Santo", e, no alto da moldura, uma escultura de "Deus Pai"; a predela mostra, a partir da esquerda: "São Miguel Arcanjo", "São Gregório Magno e os pobres", "São Gregório Magno ensina o canto gregoriano" e "São Gabriel Arcanjo"; esta obra é de Giovan Battista Conti.
No último tramo da nave da esquerda, na parede, está o "Monumento funerário ao Monsenhor Pietro Benedetti" (1932), em mármore multicolorido, com, na parte inferior, uma Pietà em bronze de Giovan Battista Conti, e, no alto, um busto do falecido bispo.
Ambos os lados da nave terminam em capelas poligonais com altares de mármore cujos tampos estão assentados em colunetas e cercados por balaustradas decoradas por arcos trilobados. A capela na nave da direita é dedicada a São José e corresponde ao segundo oratório da Associação do Sagrado Coração; seu altar abriga uma peça-de-altar de Giuseppe Brugo, "São José com o Menino Jesus entre dois Anjos, Santa Teresa e São Bernardo". A capela do lado oposto, dedicada a Nossa Senhora do Rosário e seu altar-mor abriga uma peça de Francesco Notari, "Nossa Senhora do Rosário entre anjos, São Domingos de Gusmão e Santa Catarina de Siena"; a moldura está decorada com "Deus Pai" (no centro) e uma "Anunciação" (de ambos os lados). Já as predelas estão pintadas com, na da esquerda, "Santa Zita", "Santa Inês", e "Santa Cecília"; na da direita, "Santo Afonso Maria de Ligório", "São Bernardino de Siena", e "São Cirilo de Alexandria"; o sacrário está decorado com o "Sagrado Coração de Jesus" e sua moldura foi projetada por Notari e realizada pelo carpinteiro Giuseppe Fallaci, pelo escultor Arturo Grossi e o dourador Giovacchino Corsi.
A nave central termina numa profunda abside poligonal iluminada por duas ordens de janelas ogivais; no centro está o altar-mor em mármore, decorado com bronzes dourados e coroado pelo sacrário. Atrás do altar está "O Sagrado Coração e as Almas do Purgatório", de Giuseppe e Alessandro Catani.

### Museo delle anime del Purgatorio
Na sacristia da igreja está o Museo delle anime del Purgatorio ("Museus das Almas do Purgatório"), cuja entrada é uma porta no sexto tramo da nave, à direita. Em 2 de julho de 1897 um evento milagroso aconteceu na capela da Associação do Sagrado Coração quando, durante um incêndio, uma alma de um morto apareceu aos fieis e sua efígie ficou marcada na parede; dali em diante, Victor Jouët decidiu coletar testemunhos (documentos e memorabilia) sobre aparições de almas do Purgatório e expô-los num museu dentro de sua nova igreja.

## Galeria

Imagens da igreja
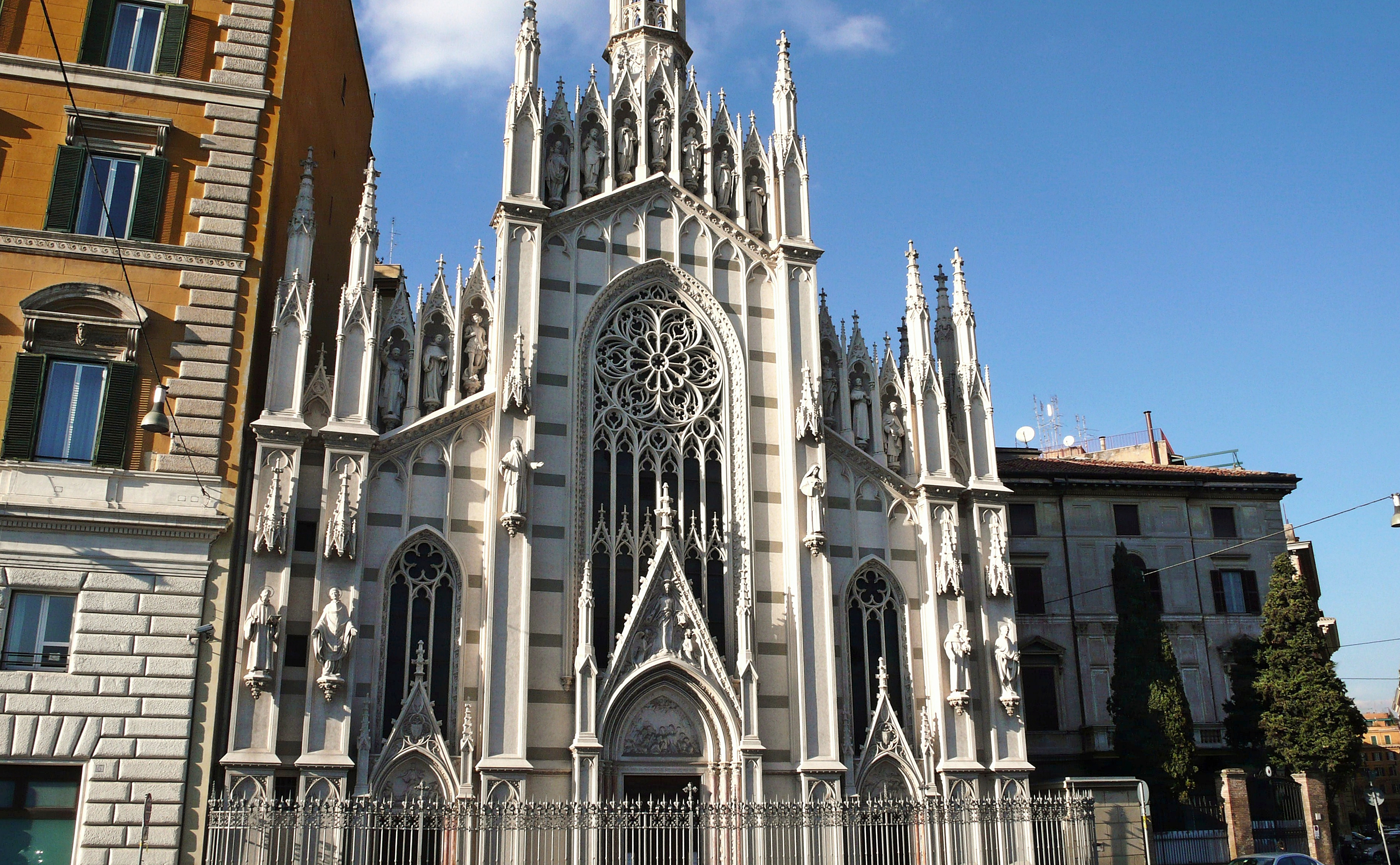
Detalhe da fachada.
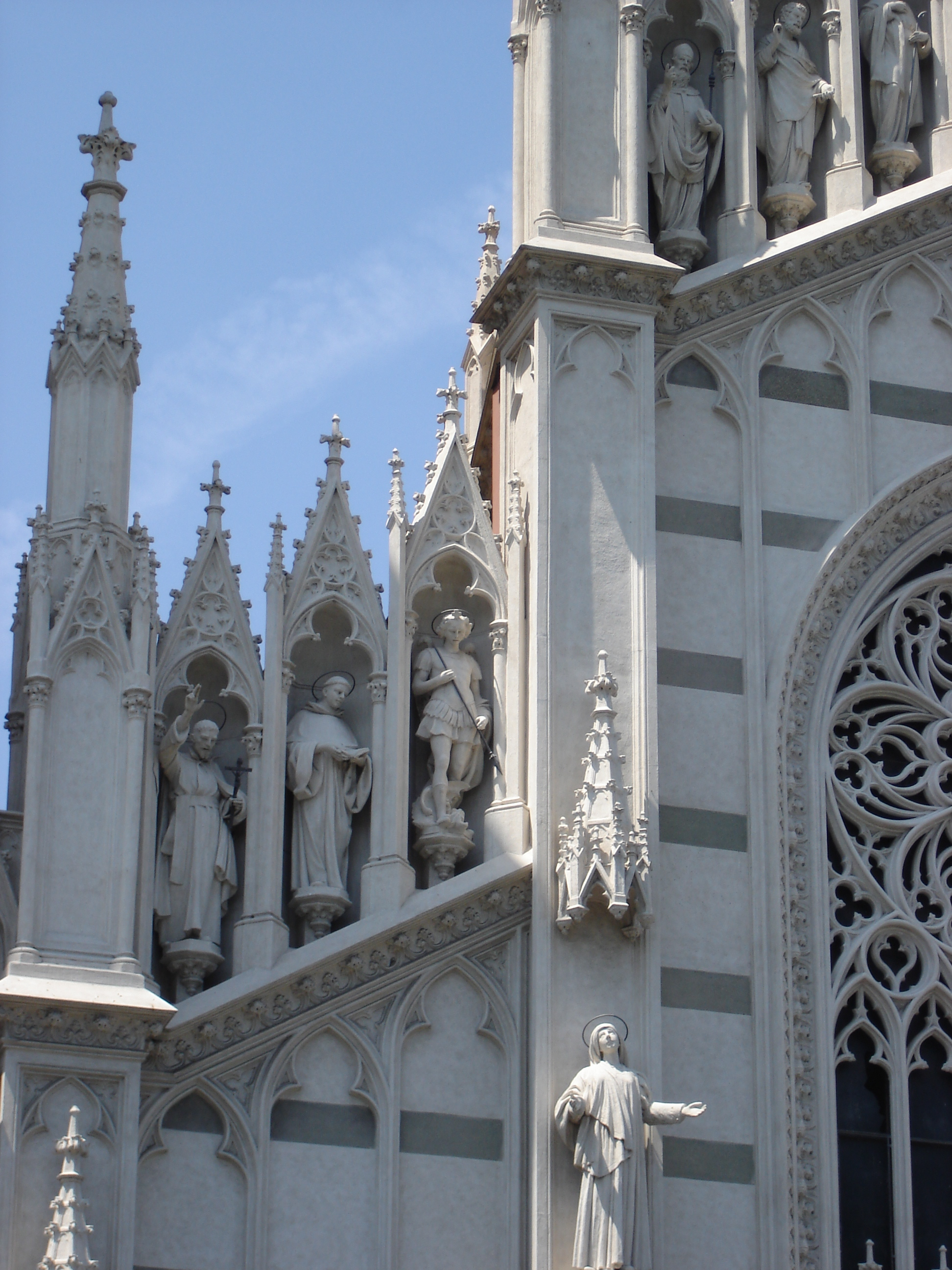
Estátuas na fachada, com destaque para "São Francisco Xavier", "São Domingos de Gusmão", e "São Miguel Arcanjo".
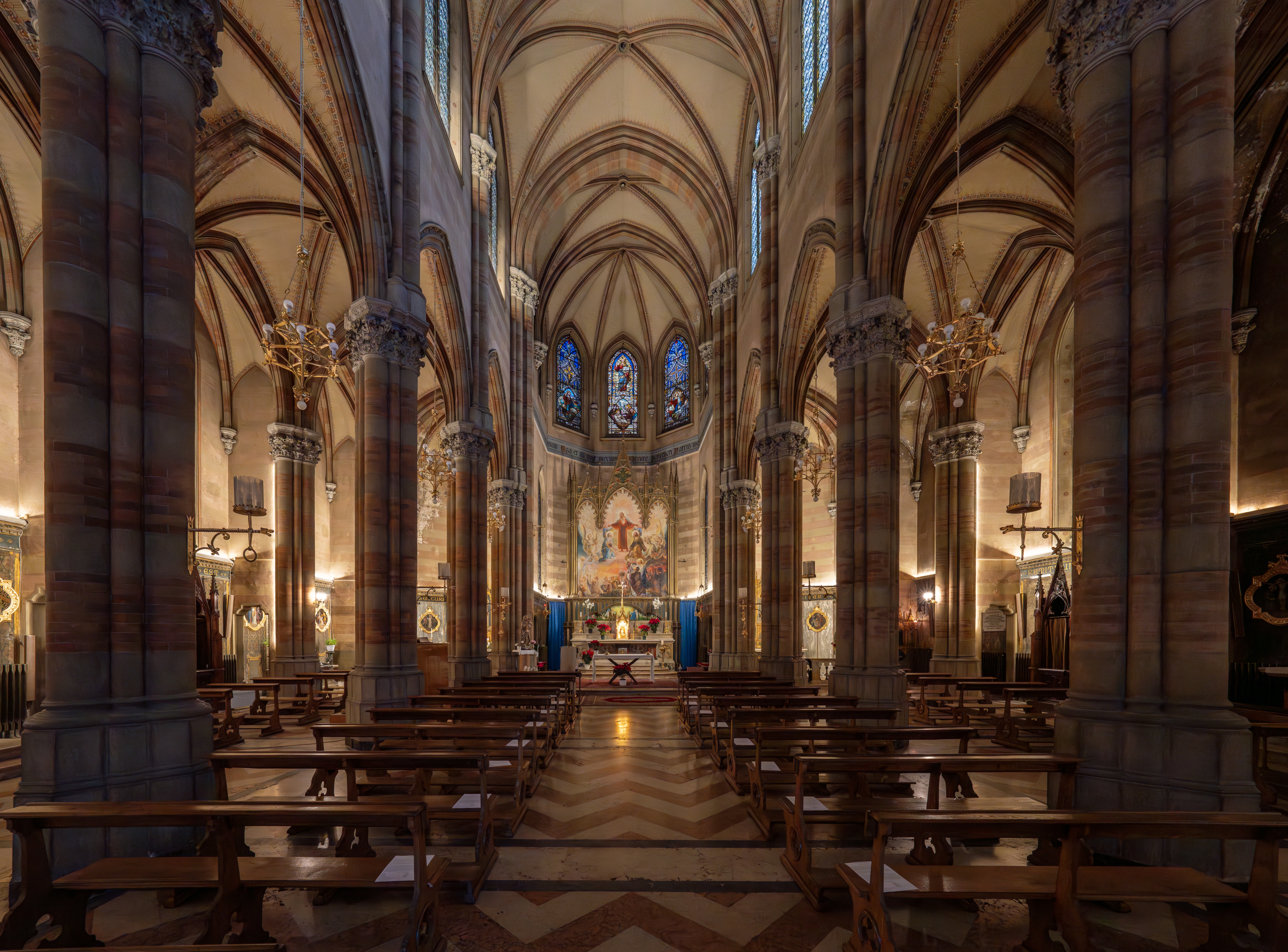
Interior.
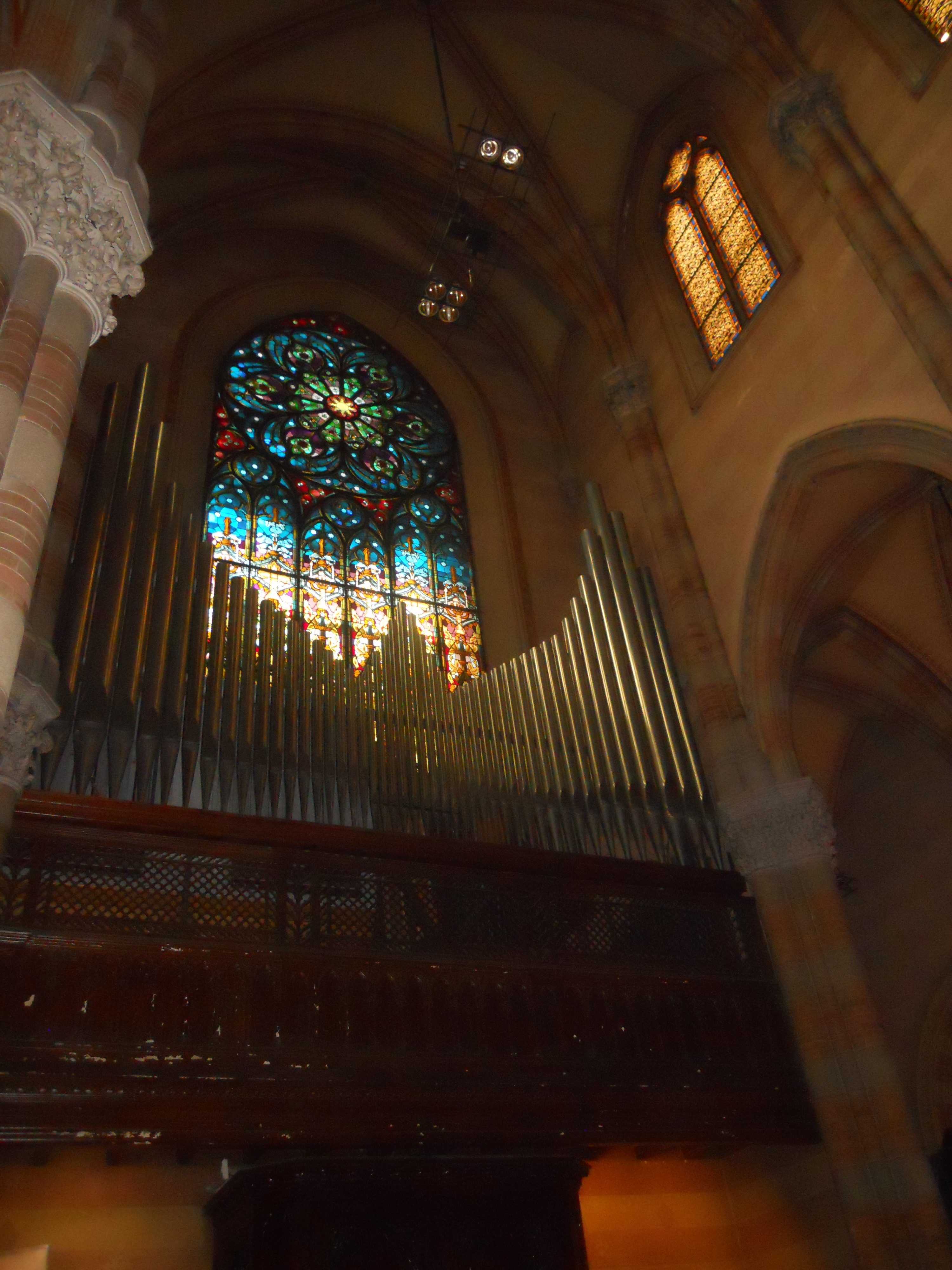
Contra-fachada e o órgão.
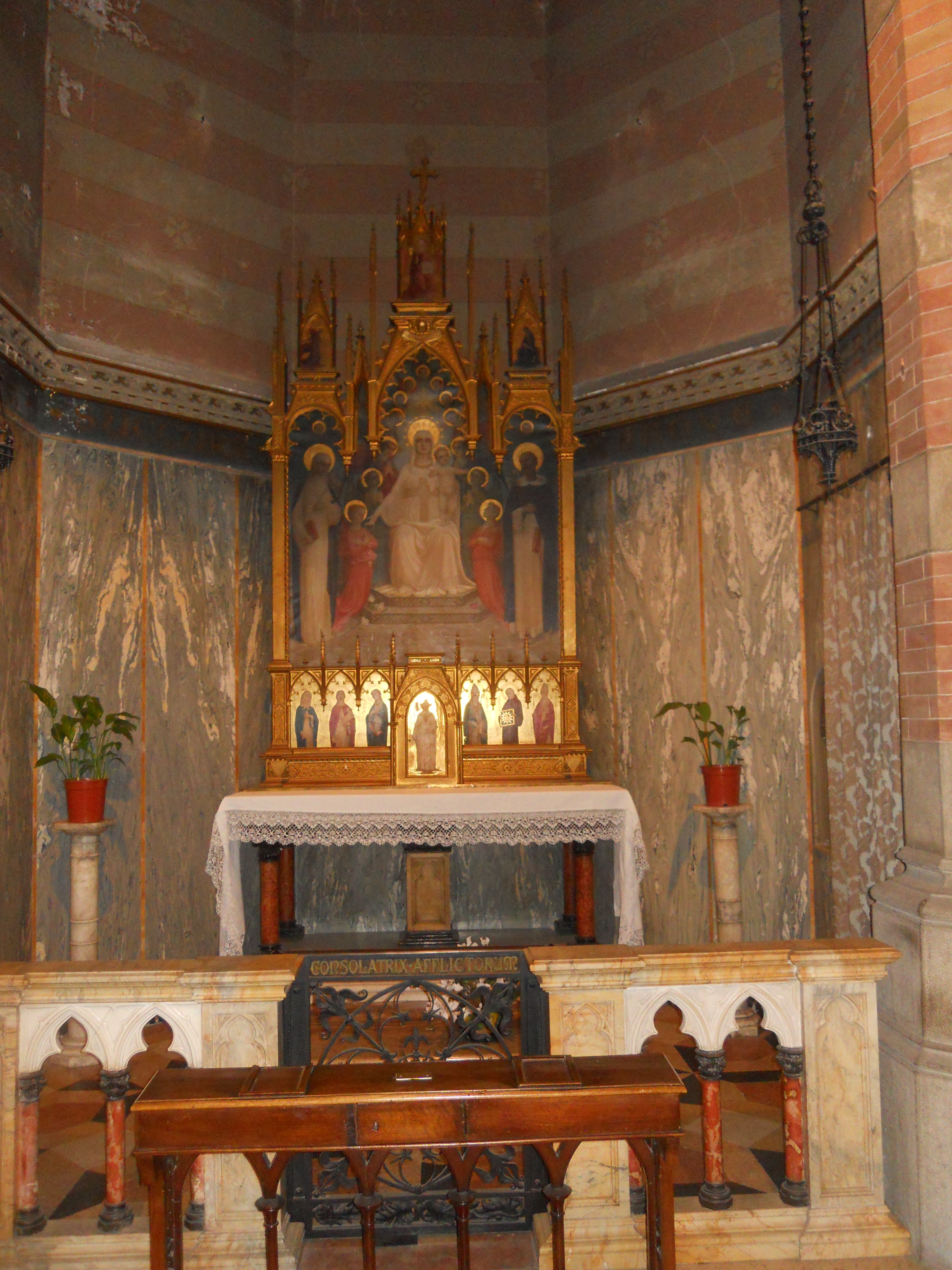
Altar de Nossa Senhora do Rosário.
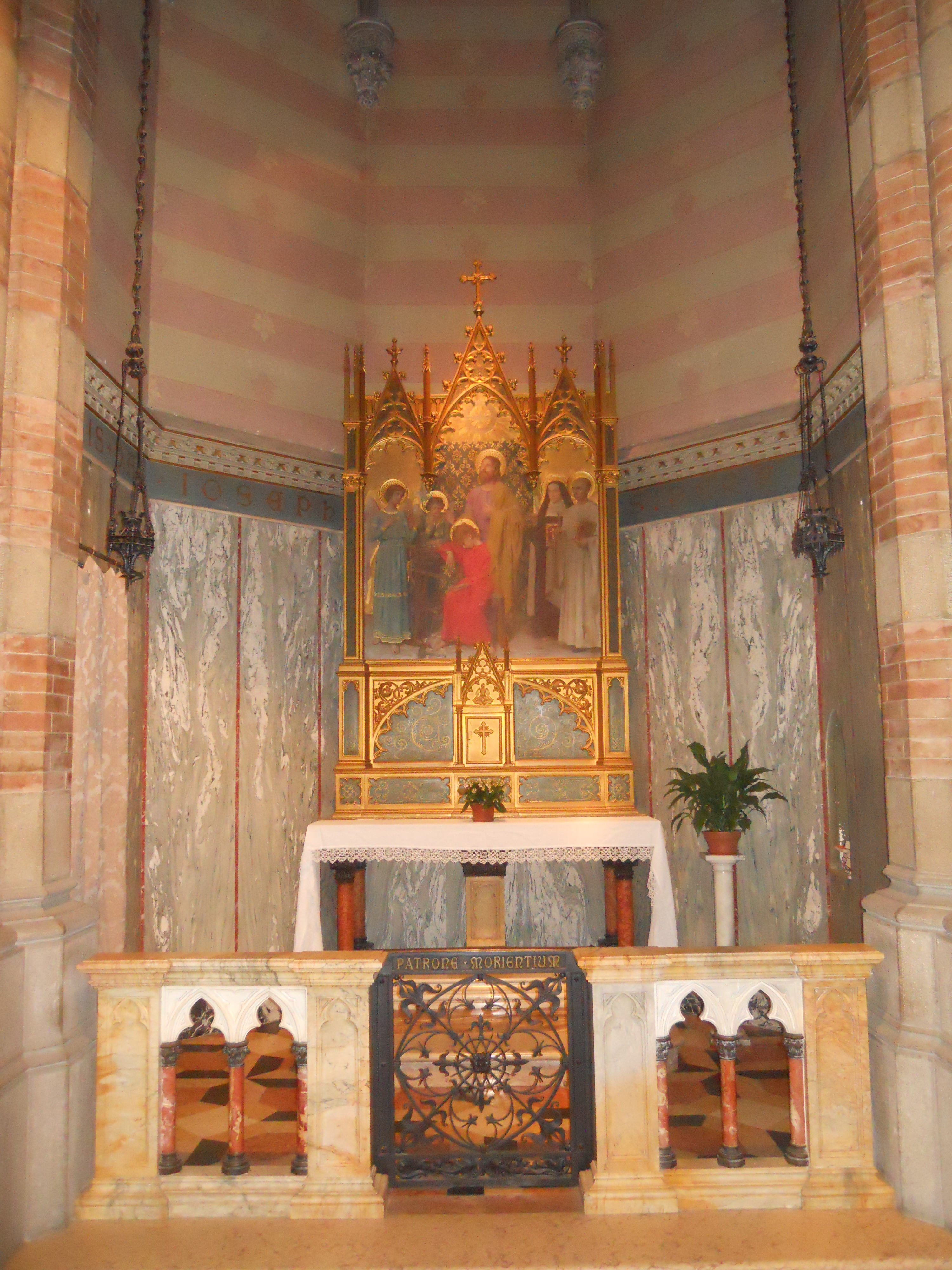
Altar de São José.